# Brachysilidius vulcanicus
Brachysilidius vulcanicus es una especie de coleóptero de la familia Cantharidae.

## Distribución geográfica
Habita en Kenia.